# Beto Fuscão
Beto Fuscão, właśc. Rigoberto Costa (ur. 13 kwietnia 1950 w Florianópolis, zm. 6 grudnia 2022 tamże) – brazylijski piłkarz, występujący podczas kariery na pozycji obrońcy.

## Kariera klubowa
Beto Fuscão swoją piłkarską karierę rozpoczął w klubie Grêmio Porto Alegre w 1970. W barwach Grêmio Beto Fuscão zadebiutował 15 września 1973 w wygranym 2-0 meczu z Olarią Rio de Janeiro zadebiutował w lidze brazylijskiej. Z Grêmio zdobył mistrzostwo stanu Rio Grande do Sul – Campeonato Gaúcho w latach 1977. W latach 1977–1980 był zawodnikiem SE Palmeiras. W barwach Verdão rozegrał 207 meczów, w których zdobył 2 bramki.
W latach 1981–1983 występował São José EC. W 1984 był zawodnikiem Operário Campo Grande. W barwach Operário 25 kwietnia 1984 w przegranym 2-3 meczu z Portuguesą São Paulo Beto Fuscão po raz ostatni wystąpił w lidze. Ogółem w latach 1973–1984 rozegrał w lidze 129 spotkań, w których strzelił bramkę. W następnych latach występował w Araçatubie, Uberabie oraz Tiradentes Ceilândia, w której zakończył karierę w 1989.

## Kariera reprezentacyjna
Beto Fuscão w reprezentacji Brazylii zadebiutował 19 maja 1976 w wygranym 2-0 meczu z reprezentacji Argentyny w Copa Julio Roca 1976. Ostatni raz w reprezentacji Beto Fuscão wystąpił 3 marca 1977 w wygranym 6-1 towarzyskim meczu z połączoną drużyną Vasco-Botafogo.
| Mecze i gole w reprezentacji | Mecze i gole w reprezentacji | Mecze i gole w reprezentacji | Mecze i gole w reprezentacji | Mecze i gole w reprezentacji | Mecze i gole w reprezentacji | Mecze i gole w reprezentacji |
| #                            | Data                         | Miasto                       | Przeciwnik                   | Gol                          | Wynik                        | Rozgrywki                    |
| ---------------------------- | ---------------------------- | ---------------------------- | ---------------------------- | ---------------------------- | ---------------------------- | ---------------------------- |
| 1.                           | 19.05.1976                   | Rio de Janeiro               | Argentyna                    |                              | 2:0                          | Copa Julio Roca 1976         |
| 2.                           | 23.05.1976                   | Los Angeles                  | Anglia                       |                              | 1:0                          | USA Bicentenary Cup          |
| N1.                          | 28.05.1976                   | Seattle                      | NASL                         |                              | 2:0                          | USA Bicentenary Cup          |
| 3.                           | 31.05.1976                   | New Haven                    | Włochy                       |                              | 4:1                          | USA Bicentenary Cup          |
| N2.                          | 02.06.1976                   | San Francisco                | UNAM Meksyk                  |                              | 4:3                          | towarzyski                   |
| 4.                           | 04.06.1976                   | Guadalajara                  | Meksyk                       |                              | 3:0                          | towarzyski                   |
| 5.                           | 09.06.1976                   | Rio de Janeiro               | Paragwaj                     |                              | 3:1                          | Copa del Atlantico 1976      |
| N3.                          | 06.10.1976                   | Rio de Janeiro               | CR Flamengo                  |                              | 0:2                          | towarzyski                   |
| 6.                           | 01.12.1976                   | Rio de Janeiro               | ZSRR                         |                              | 2:0                          | towarzyski                   |
| 7.                           | 23.01.1977                   | São Paulo                    | Bułgaria                     |                              | 1:0                          | towarzyski                   |
| N4.                          | 25.01.1977                   | São Paulo                    | São Paulo                    |                              | 2:0                          | towarzyski                   |
| N5.                          | 30.01.1977                   | Rio de Janeiro               | CR Flamengo-Fluminense FC    |                              | 1:1                          | towarzyski                   |
| N6.                          | 06.02.1977                   | Bogota                       | Millonarios FC               |                              | 2:0                          | towarzyski                   |
| 8.                           | 20.02.1977                   | Bogota                       | Kolumbia                     |                              | 0:0                          | el. MŚ 1978                  |
| N7.                          | 03.03.1977                   | Rio de Janeiro               | Vasco-Botafogo               |                              | 6:1                          | towarzyski                   |